# Heldrungen
Heldrungen är en ortsteil i staden An der Schmücke i Kyffhäuserkreis i förbundslandet Thüringen i Tyskland. Heldrungen var en stad fram till den 1 januari 2019 när den uppgick i den nya staden An der Schmücke. Heldrungen hade 530 invånare 2018.